# 玛丽亚-海伦娜·佩尔维莱
玛丽亚-海伦娜·佩尔维莱（芬蘭語：Marja-Helena Pälvilä，1970年3月4日—），芬兰女子冰球运动员。她曾代表芬兰国家队参加1998年、2002年和2006年冬季奥林匹克运动会冰球比赛，其中1998年冬季奥运会获得一枚铜牌。